# The Voice van Vlaanderen (seizoen 2)
Het tweede seizoen van The Voice van Vlaanderen is een talentenjacht die uitgezonden werd op VTM. Het programma werd gepresenteerd door An Lemmens en backstage door Sean Dhondt. De eerste aflevering werd uitgezonden op vrijdag 18 januari 2013. De coaches waren dezelfde in vergelijking met het eerste seizoen, namelijk Alex Callier, Jasper Steverlinck, Koen Wauters en Natalia Druyts. 
De finale werd op 3 mei 2013 gewonnen door Paulien Mathues. Haar coach Jasper Steverlinck was de winnende coach voor de tweede keer op rij.

## Shows

### Halve finale: 17 mei 2014
| Nr. | Coach              | Kandidaat     | Ptn. Coach | Ptn. Publiek | Punten | Resultaat     |
| --- | ------------------ | ------------- | ---------- | ------------ | ------ | ------------- |
| 1   | Jasper Steverlinck | Paulien       | 45         | 61           | 106    | Finalist      |
| 2   | Natalia            | Jana          | 45         | 41           | 86     | Uitgeschakeld |
| 3   | Alex Callier       | Jaouad        | 50         | 23           | 73     | Uitgeschakeld |
| 4   | Natalia            | Robby         | 55         | 59           | 114    | Finalist      |
| 5   | Koen Wauters       | Maria Theresa | 35         | 58           | 83     | Uitgeschakeld |
| 6   | Koen Wauters       | Theo          | 65         | 42           | 107    | Finalist      |
| 7   | Jasper Steverlinck | Matthijs      | 55         | 39           | 94     | Uitgeschakeld |
| 8   | Alex Callier       | Olivier       | 50         | 77           | 127    | Finalist      |

### Finale
De finale vond plaats op 3 mei 2013.
| Rang | Coach              | Kandidaat                            | Lied                                               |
| ---- | ------------------ | ------------------------------------ | -------------------------------------------------- |
| 1    | Natalia Druyts     | Robby Longo                          | "All Summer Long" - Kid Rock                       |
| 2    | Alex Callier       | Olivier De Laet & Alex Callier       | "Nothing Compares 2 U" - Stereophonics             |
| 3    | Koen Wauters       | Theo Dewitte & Koen Wauters          | "The Boxer" - Simon & Garfunkel - Mumford & Sons   |
| 4    | Jasper Steverlinck | Paulien Mathues                      | "Smile" - Lily Allen                               |
| 5    | Alex Callier       | Olivier De Laet                      | "Sexy and I know it" - LMFAO                       |
| 6    | Jasper Steverlinck | Paulien Mathues & Jasper Steverlinck | "Love Is a Losing Game" - Amy Winehouse            |
| 7    | Koen Wauters       | Theo Dewitte                         | "Let Her Go" - Passenger                           |
| 8    | Natalia Druyts     | Robby Longo & Natalia Druyts         | "Don't It Make My Brown Eyes Blue" - Crystal Gayle |

#### Resultaat
| Positie | Kandidaat                    | Coach                     | Resultaat |
| ------- | ---------------------------- | ------------------------- | --------- |
| 1       | Paulien Mathues              | Jasper Steverlinck        | Winnaar   |
| 2       | Robby Longo                  | Natalia Druyts            | 2e plaats |
| —       | Theo Dewitte Olivier De Laet | Koen Wauters Alex Callier |           |

## Hitnoteringen

### Albums
| Album met eventuele hitnotering(en) in de Nederlandse Album Top 100 | Datum van verschijnen | Datum van binnenkomst | Hoogste positie | Aantal weken | Opmerkingen |
| ------------------------------------------------------------------- | --------------------- | --------------------- | --------------- | ------------ | ----------- |
| The best of the Voice van Vlaanderen 2013                           | 2013                  | 11-05-2013            | 14              | 17           |             |

### Singles
| Single met hitnotering(en) in de Vlaamse Ultratop 50 | Datum van verschijnen | Datum van binnenkomst | Hoogste positie | Aantal weken | Opmerkingen                                        |
| ---------------------------------------------------- | --------------------- | --------------------- | --------------- | ------------ | -------------------------------------------------- |
| Rolling in the Deep                                  | 18-01-2013            | 26-01-2013            | 50              | 2            | door Arnd van Vlierden                             |
| The A Team                                           | 18-01-2013            | 26-01-2013            | 9               | 4            | door Sarah Godard                                  |
| Uninvited                                            | 25-01-2013            | 02-02-2013            | 33              | 2            | door Freija D'Hondt                                |
| The Blower's Daughter                                | 25-01-2013            | 02-02-2013            | 8               | 7            | door Matthijs Vanstaen                             |
| Wherever You Will Go                                 | 18-01-2013            | 09-02-2013            | 33              | 2            | door Jana De Valck                                 |
| Mad World                                            | 15-02-2013            | 23-02-2013            | 15              | 3            | door Jelle Degens                                  |
| Stay                                                 | 26-04-2013            | 04-05-2013            | 41              | 1            | door Olivier De Laet                               |
| The World                                            | 26-04-2013            | 04-05-2013            | 21              | 2            | door Robby Longo                                   |
| Vibrant Eyes                                         | 26-04-2013            | 04-05-2013            | 20              | 2            | door Theo Dewitte                                  |
| There's Some Place I've Got To Be                    | 26-04-2013            | 04-05-2013            | 4               | 10           | door Paulien Mathues / Nr. 10 in de Radio 2 Top 30 |
| That's what love is                                  | 2013                  | 25-05-2013            | tip35           | 5            | door Jana De Valck                                 |